# Heidi (TV-serie, 1978)
Heidi är en tysk-schweizisk TV-serie från 1978, som bygger på Johanna Spyris barnbok med samma namn. Serien sändes i SVT2 från den 17 juni till den 15 september 1979.

## Handling
Flickan Heidi tvingas flytta till sin farfar i de schweiziska alperna. Farfadern, en gammal enstöring, är till en början mycket motvillig till att ta emot flickan, men snart kommer de varandra nära, och Heidi blir med tiden också nära vän med vallpojken Peter och dennes gamla farmor. När Heidis faster senare skickar henne till en storstad som sällskap till den rullstolsburna rikemansdottern Clara, trivs hon inte alls utan saknar sin farfar och vill bara återvända upp bland bergen...

## Avsnitt
1. Byn
2. Farfar
3. Getherden Peter
4. Gammelmormor
5. Vinter i byn
6. Avresan
7. Ankomst till Frankfurt
8. Familjen Sesemann
9. Utflykten
10. Katter och positiv
11. En garderob full med bröd
12. Herr Sesemann
13. Farmor kommer
14. Hemlängtan
15. Det spökar
16. Hemresan
17. Äntligen hemma!
18. Överraskningen
19. Återupprättelsen
20. Den gamle doktorn
21. Kärt besök
22. Byskolan
23. Klara kommer!
24. Rullstolen
25. Telegrammet
26. Lyckligt slut

## Rollista i urval
- Katia Polletin – Heidi
- Stefan Arpagaus – Peter
- Katharina Böhm – Clara
- René Deltgen – Farfadern
- Joachim Hansen – Herr Sesemann
- Sonja Sutter – Fröken Rottenmeier
- Brigitte Horney – Claras farmor
- Rosalind Speirs – Tant Dete
- Henry van Lyck – Sebastian
- Lisa Helwig – Peters farmor